# Municipio de Atzitzintla
El municipio de Atzitzintla (AFI: [aʦi'ʦin͡tɬa]) (del náhuatl: atl, tzintli, tzintlan ‘agua, pequeño, debajo’‘Agüita abajo’) es uno de los 217 municipios del estado mexicano de Puebla. Su cabecera es la localidad de Atzitzintla. Se localiza en el oriente de la entidad, sobre las estribaciones del Citlaltépetl y forma parte de la región económica III de Ciudad Serdán. Atzitzintla es el municipio en el que se ha construido el Gran Telescopio Milimétrico «Alfonso Serrano».

## Historia
Atzitzintla fue fundada por grupos nahuas durante la época prehispánica, aunque en la región existe evidencia de ocupación humana correspondiente al Preclásico Medio mesoamericano. Hasta el siglo XIX fue sujeto de la municipalidad de San Andrés Chalchicomula, pero con la reforma de la constitución poblana en 1895 pasó a ser un municipio independiente. El 22 de noviembre de 2006 fue inaugurado en este municipio el Gran Telescopio Milimétrico Alfonso Serrano, construido en conjunto por el Instituto Nacional de Astrofísica, Óptica y Electrónica (INAOE) y la Universidad de Massachusetts.

## Geografía

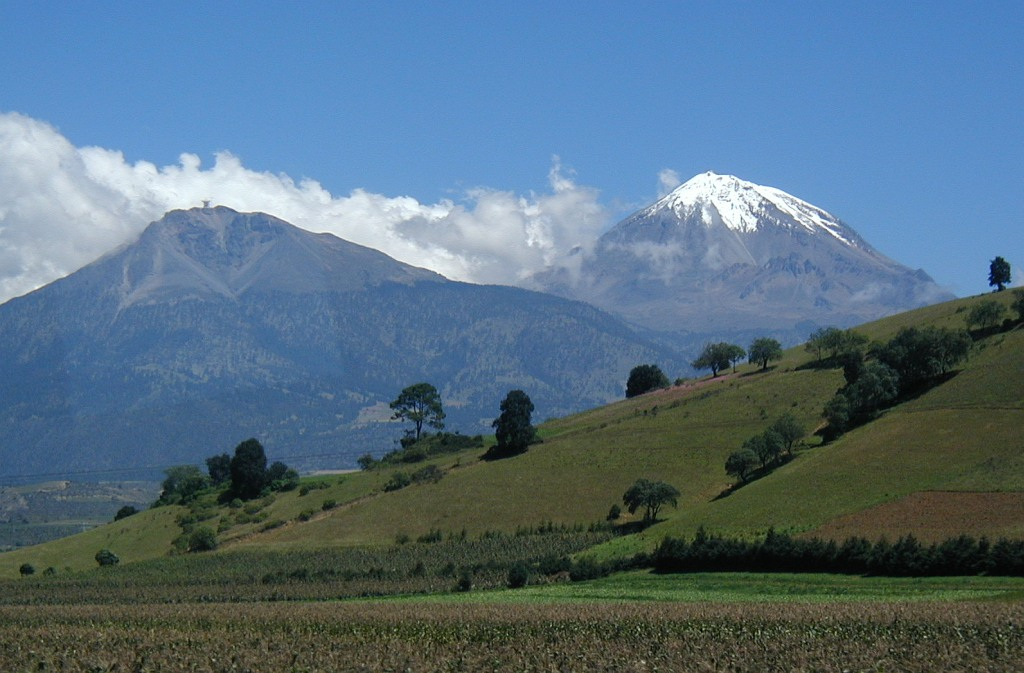
Los volcanes Sierra Negra (izq.) y Citlaltépetl (der.) ocupan la mitad norte del municipio de Atzitzintla, en el oriente poblano.

Atzitzintla se encuentra en la región oriental del estado de Puebla. Con una superficie de 94,40 km², ocupa la posición 126 entre los municipios poblanos. Limita al norte con el municipio de Chalchicomula de Sesma; al oriente, con los municipios veracruzanos de La Perla, Mariano Escobedo y Maltrata; al sur, con Esperanza, y al poniente, con Chalchicomula de Sesma.

### Orografía e hidrografía
El territorio del municipio se encuentra situado en la transición de los Llanos de San Andrés hacia los declives del Citlaltépetl, que constituye la mayor elevación en el territorio mexicano. De esta manera, la altitud menor en el municipio corresponde a la zona donde se ubica la comunidad de Toluca (2.500 m s. n. m.), y la mayor corresponde a la región de la comunidad de Chichipica (3.160 m s. n. m.). Corresponde al talud meridional de los grandes volcanes Sierra Negra y Citlaltépetl el norte del municipio, de modo que el sur está ocupado por la meseta de los Llanos de San Andrés, con una altura media de 2.500 m s. n. m. Al poniente del municipio se levantan algunas pequeñas elevaciones que rompen la planicie, como el cerro Ahorcadero. En la región, predominan los regosoles.
El municipio forma parte de dos cuencas hidrológicas. Una pequeña parte en el norte del municipio es tributaria de la región hidrológica del río Balsas, al cual corresponde la mayor parte del territorio poblano y que desagua finalmente en el Océano Pacífico. La mayor parte de Atzitzintla, ubicada en la cara sur de la Sierra Negra y el Citlaltépetl, tributa sus escurrimientos superficiales a la región hidrológica del río Papaloapan, que desagua en el Golfo de México. Aunque la mayor parte del territorio de Atzitzintla no posee clasificación en cuanto a escurrimientos hídricos, las zonas estudiadas por el INEGI muestran índices menores a 20% de escurrimientos. Atzitzintla carece de corrientes de agua superficiales importantes. Solo pequeños arroyos descienden de las faldas de la montaña y tributan sus aguas a algunas corrientes fuera del municipio, entre estos arroyos se encuentran el Atzitzintla, que forma parte de la cuenca alta del Papaloapan.

### Climas y ecosistemas
Atzitzintla se encuentra en una de las regiones más secas de Puebla, debido a su localización tras las montañas de la Sierra Madre Oriental, que impide el paso de las nubes de lluvia provenientes del Golfo de México. La mayor parte del territorio se encuentra dentro de la isoyeta de los 400 mm, aunque la humedad aumenta en la medida que la altitud asciende a las estribaciones de las montañas. Por otra parte, la altitud también es condicionante de la temperatura templada del municipio, el promedio anual es de 12 °C en la zona de Los Llanos, y desciende en la medida que aumenta la altitud. De esta manera, en este municipio se encuentran dos zonas climáticas: una corresponde a las laderas de los volcanes, y se trata de un clima templado subhúmedo con lluvias en verano; la otra, que ocupa la mayor parte de la mesa de los Llanos de San Andrés, es una zona con clima semiseco templado, con lluvias en verano. El vértice norte del municipio es ocupado por el glaciar del Citlaltépetl, una zona de nieves perpetuas que corre el peligro de desaparecer debido al calentamiento global que está provocando el cambio climático en México.
Las laderas de las montañas están cubiertas por bosques de oyameles, pinos y pino-encino, aunque la mayor parte de la zona de los Llanos de San Andrés está dedicada a la agricultura, que ha ganado espacios a costa de la desaparición de los ecosistemas nativos. La fauna local está compuesta por reptiles, mamíferos y aves propios de los climas de montaña del centro de México. Entre ellos hay que citar mapaches, gatos monteses, búhos y serpientes de cascabel.

## Demografía
De acuerdo con el II Conteo de Población, realizado por el Instituto Nacional de Estadística, Geografía e Informática (INEGI) en 2005, el municipio de Atzitzintla albergaba en ese año a 8040 habitantes. Esto da como resultado una población relativa de 85,17 hab/km², cifra bastante superior al promedio nacional pero inferior a la densidad de población en el estado de Puebla. Del total de habitantes del municipio, 3.872 eran hombres y 4.168 eran mujeres. La pirámide poblacional indica que se trata de un municipio con población predominantemente juvenil —casi la mitad de sus habitantes tienen menos de quince años de edad— y una alta fecundidad femenina, con un promedio de 3,55 hijos nacidos vivos por cada mujer que habita en Atzitzintla. La población se concentra especialmente en Atzitzintla, la cabecera municipal, que posee una población de 3.115 habitantes y es la única localidad que posee carácter urbano de acuerdo con los parámetros empleados por el INEGI. El resto de los atzitzintecos viven en comunidades con poblaciones inferiores a los 2.500 habitantes.
El analfabetismo es un problema social importante: 1.217 personas mayores de quince años —de un total de 4.785 atzitzintecos en ese rango de edad— no saben leer ni escribir, siendo el problema más agudo entre las mujeres. El promedio de instrucción escolar en el municipio es menor a cinco años, aunque varía dependiendo de la localidad: en la cabecera municipal es de casi seis años, mientras que el la comunidad de Tlacotlale es de medio año. En el municipio solo habitan 14 personas que hablan alguna lengua indígena. De acuerdo con la Oficina del Informe Nacional sobre Desarrollo Humano en México del Programa de Naciones Unidas para el Desarrollo (PNUD), el ingreso per cápita en el municipio fue de 2.488 dólares por habitante en el año 2000, casi la cuarta parte del promedio nacional. En Atzintzintla, el índice de desarrollo humano para ese mismo año fue de 0,6343; si se comparara este indicador con el de los países del mundo, Atzitzintla tendría una calidad de vida ligeramente superior a la de India.

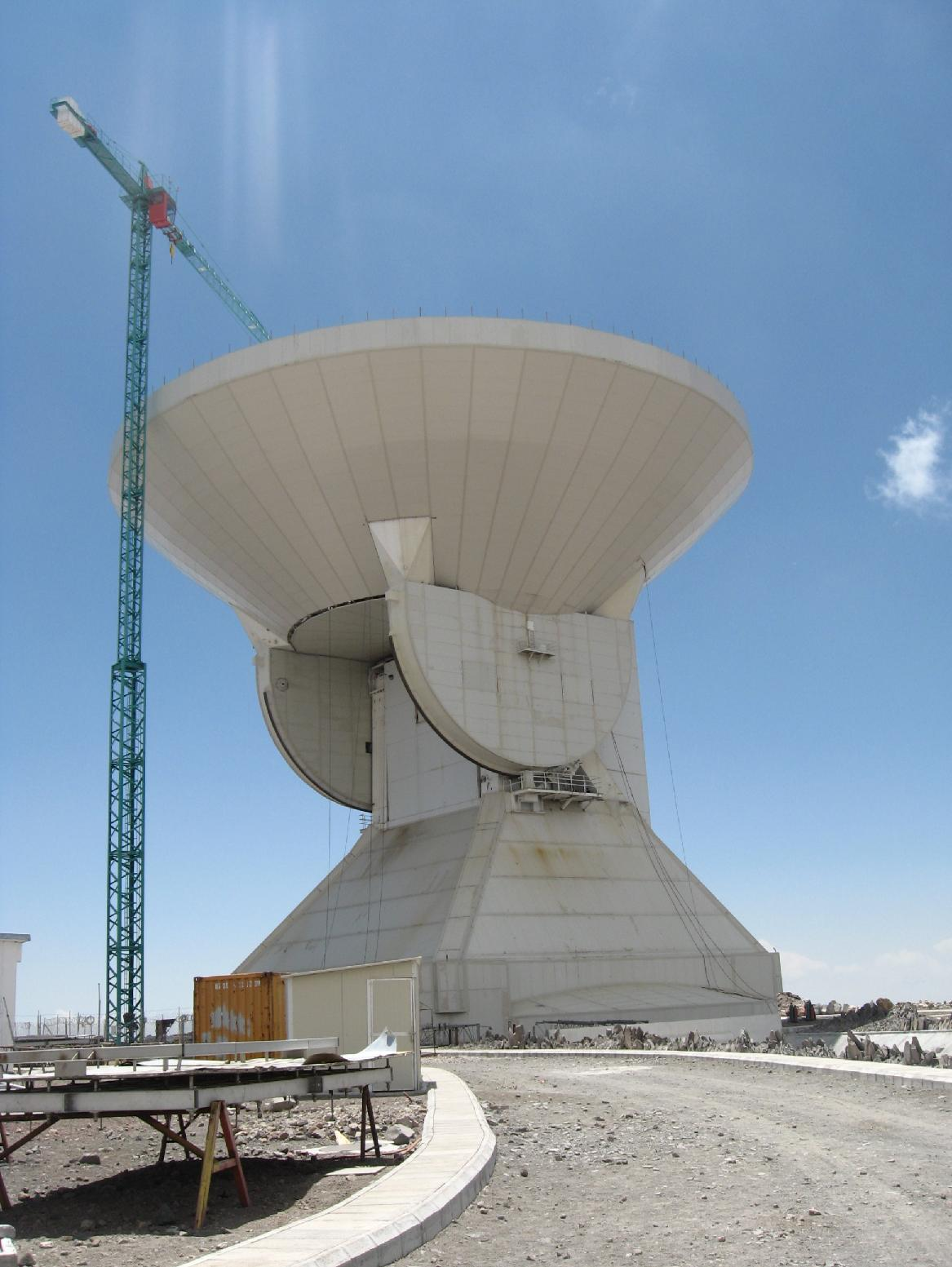
El Gran Telescopio Milimétrico Alfonso Serrano, construido en las laderas del volcán Sierra Negra, se encuentra en el territorio de Atzitzintla.

## Política

### Administración municipal
El Municipio de Atzitzintla es Gobernado por un Ayuntamiento libre, cuyos miembros son elegidos por sufragio universal de los ciudadanos residentes en territorio que se encuentren inscritos en el Padrón Electoral. el Ayuntamiento se instituye para un período de tres años y es encabezado por el presidente municipal, que comparte la Administración Municipal con el Cabildo Municipal, integrado por seis Regidores electos por Mayoría Relativa y dos por el principio de representación proporcional, además de un Síndico que se encarga de las cuestiones Judiciales del Municipio. Este Municipio cuenta con una Junta Auxiliar y se encuentra en la Localidad de Paso Carretas la cual tiene alrededor de 950 Habitantes, En la actualidad el Municipio de Atzitzintla es Gobernado por José Isaías Velázquez Reyes, quien durante su primer año de gestión no ha realizado trabajo alguno, dedicándose a robar el recurso proveniente de la federación, volviendo presidencia municipal su domicilio, rentando propiedades a nombre de su familia al mismo ayuntamiento, faltándole al respeto a los habitantes del municipio llegando hasta los golpes con sus mismos ciudadanos, además del abuso de poder por parte de toda su familia, el presidente municipal Constitucional en un periodo extraordinario 2014-2018 (4 años 8 meses) Quien en las elecciones pasadas para Ayuntamiento del 7 de julio de 2013 ganara la elección por segunda vez y con una diferencia de 18 votos a favor(Fue presidente municipal en el periodo 1996-1999), igualando a su antecesor Arturo De Rosas Cuevas, quien fue Presidente Municipal Constitucional en el periodo(2011-2014) y que ganara las elecciones por segunda vez para Ayuntamiento del cuatro de julio de 2010, este último también fue presidente municipal en el periodo 1999-2001. Con el actual gobierno municipal, Atzitzintla se ha vuelto un municipio sin cultura, solamente existe la impunidad, no hay justicia para los habitantes, los robos han aumentado considerablemente, desafortunadamente, la autoridad no le interesa el bienestar de los habitantes y mucho menos el crecimiento del municipio, el Regidor de Gobernación Gaspar de Rosas junto con la Policía Municipal se han dedicado a extorsionar y quitarle la carga de leña, madera o carbón o pedir una cuota fija de $2,000.00 (Dos mil pesos) a los habitantes de las comunidades de Plan de Capulin, Toluca, Paso Carretas pertenecientes al municipio y a los vecinos de Loma Grande, Texmola, El Xuchil,  el Berro pertenecientes al municipio de Mariano Escobedo, Veracruz, quienes trabajan y sobreviven de lo que la naturaleza nos otorga esto sin afectar el ecosistema, el abuso por parte de la autoridad del municipio de Atzitzintla, es desmedido nadie sabe la realidad de las cosas al menos que se encuentre laborando dentro.
Atzitzintla pertenece al Distrito Electoral Federal de Ciudad Serdán y es uno de los 300 Distritos Electorales en los que se encuentra dividido el territorio de México para la elección de diputados federales y uno de los 16 en los que se divide el estado de Puebla. Su cabecera es Ciudad Serdán. El Octavo Distrito Electoral de Puebla se localiza en la zona oriente del estado, lo forman un total de trece Municipios.

### Representantes legislativos
En lo que refiere al Congreso de la Unión —órgano en el que se deposita el Poder Legislativo en México—, Atzitzintla elige un diputado como parte del VIII distrito electoral federal de Puebla, con cabecera en Ciudad Serdán. Además, en 2010 los habitantes del municipio eligieron a Blas Jorge Garcilazo Alcántara representando el distrito electoral local 16, con cabecera en Ciudad Serdán.

## Religión
En esta comunidad la mayoría de la población es católica por lo tanto existen varias iglesias: 
1.- La iglesia principal dedicada a San Antonio de Padua.
2.- Cerro de Cristo Rey, como su nombre lo indica dedicado a Cristo Rey.
3.- Santuario de Ocotlán, dedicado a la Virgen de Ocotlán.
4.- Capilla del Cerro del Tepeyac, dedicada a la Virgen de Guadalupe.
5.- Capilla de la Cuchilla, también dedicada a San Antonio de Padua.

### Las fiestas religiosas principales son
- 18 de Junio: Fiesta Patronal, donde se venera a San Antonio de Padua.

- Primer domingo de octubre: fiesta en honor a Padre Jesús del Perdón

- La Semana Santa: Donde se hacen representaciones en vivo de la pasión de Cristo.

- Navidad: La iglesia y toda la comunidad se revisten de motivos navideños a gran escala.